# Grundl Ignác

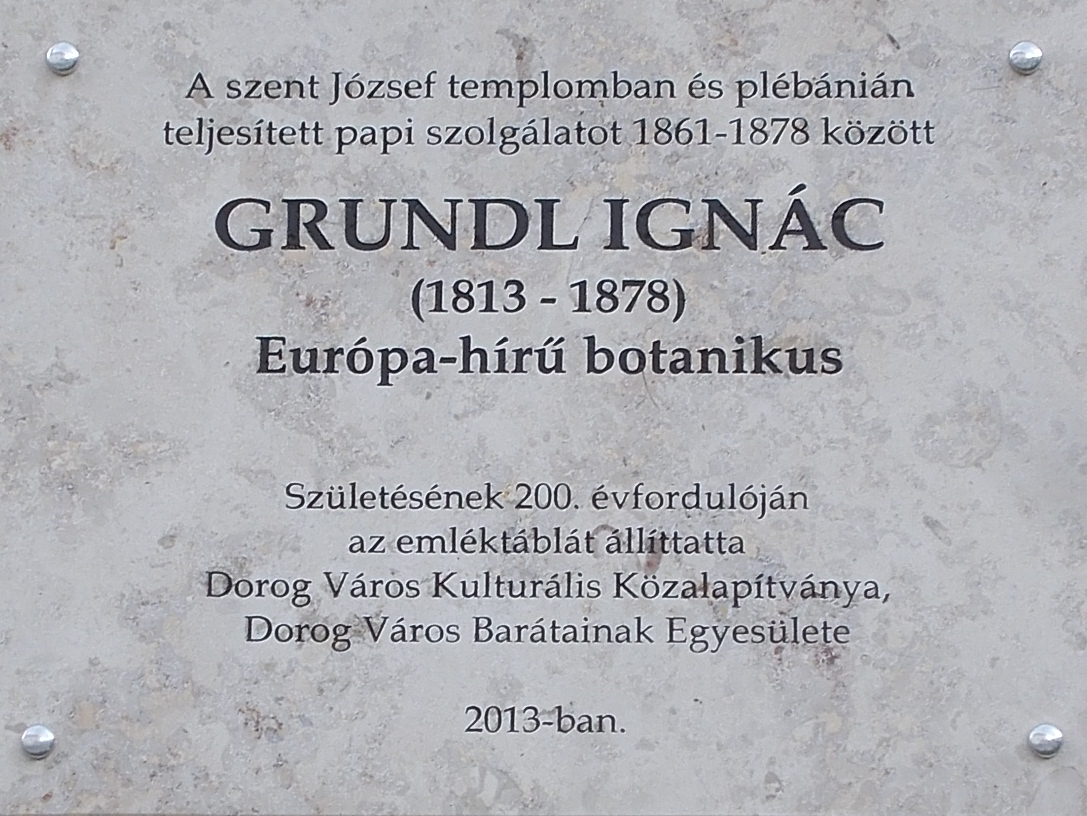
Grundl Ignác botanikus emléktáblája Dorogon

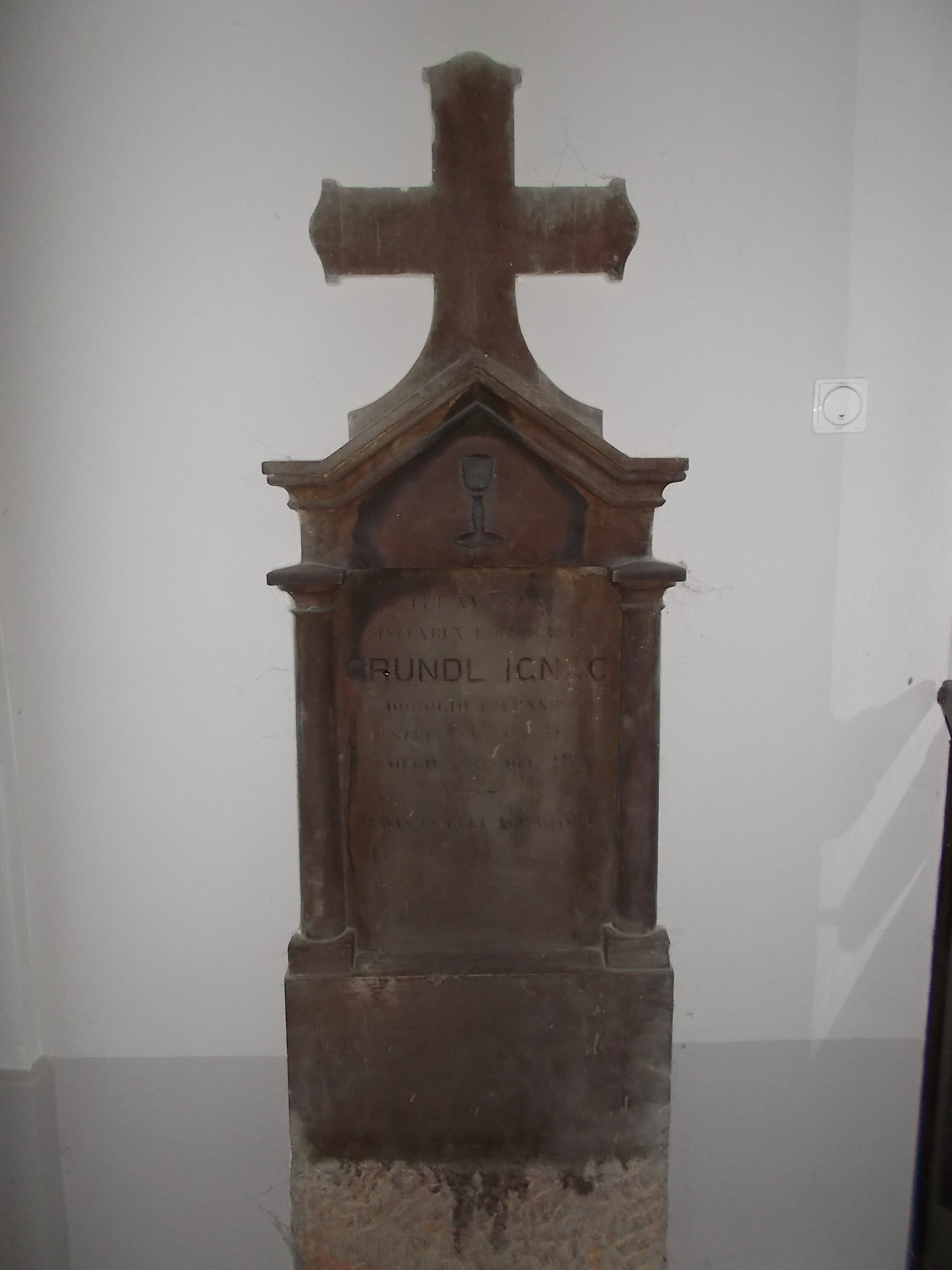
Grundl Ignác sírja a dorogi Szent József templomban

Grundl Ignác (Pest, 1813. július 31. – Dorog, 1878. december 22.) római katolikus plébános, flórakutató.

## Élete
Nagyszombatban tanult teológiát és bölcseletet. 1836-ban szentelték pappá. Előbb nevelő volt, majd ezután Helembán, 1861-től haláláig pedig Dorogon volt plébános.
Dorogon érte a halál 65 évesen, 1878. december 22-én, nevét és munkásságát a dorogi plébánia falán emléktábla hirdeti.

## Munkássága
Lelkes növénygyűjtő és jó növényismerő volt, Bécsben, német nyelven publikált tudományos közleményei alapján számosan leveleztek vele Európa neves botanikusai és tudósai. Gyűjtőútjain gyakran gyűjtött együtt barátjával, Feichtinger Sándorral is. Grundl Ignácnak óriási növénygyűjteménye volt. Halála után ezt a gyűjteményt külföldre akarták vinni. Feichtinger azonban Simor segítségét kérte, aki 300 forintért megvásárolta a herbáriumot, és megbízta Feichtinger Sándort annak feldolgozásával. Feichtinger 15 hónapon keresztül dolgozott rajta, ezután a herbárium az esztergomi és a nagyszombati főgimnáziumba, illetve az esztergomi reáliskolába és a Papneveldébe került. Gyűjteményének kisebb része végül később a Magyar Nemzeti Múzeumba, nagyobb része 1960. körül a dorogi múzeumba került.